# Benson Owusu
Benson Owusu (* 22. März 1977 in Accra) ist ein ehemaliger ghanaischer Fußballspieler.

## Karriere
Seit 1995 spielt Owusu in der Schweiz, bis auf eineinhalb Jahre, bei denen er für JEF United Ichihara in Japan spielte. Er besitzt auch die Schweizer Staatsbürgerschaft.
Am 31. März 2008 erlitt er während einer Trainingseinheit beim SC Kriens einen Herz-Kreislauf-Kollaps. Owusu wurde erfolgreich reanimiert und in ein künstliches Koma versetzt, in welchem er mehrere Tage lag.

## Sonstiges
Benson Owusu ist der Vater von Tyron Owusu, der beim FC Luzern unter Vertrag steht.